# Мая (приток Уды)
Ма́я, или Мая Полови́нная (с эвенк. майа — лабаз, корзинка из бересты) — река на крайнем северо-востоке Амурской области и в Хабаровском крае России, левый и самый крупный приток Уды.

## Общая информация

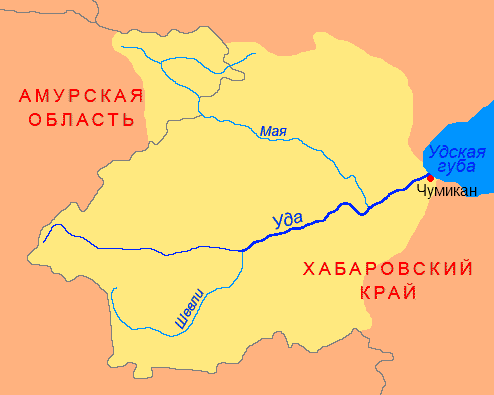
Бассейн Уды

Образуется слиянием рек Аюмкан (длина 69 км) и Кун-Маньё (87 км) на южных склонах Станового хребта. Длина от места слияния — 363 км, от истока Кун-Маньё — 450 км, площадь бассейна — 15 300 км².
Довольно широкая горная таёжная река с быстрым течением. Русло извилистое, делится на протоки. Долина не населена, не изучена. Впадает в реку Уду в нижнем течении возле села Удское.
По реке Мае и её притокам Атага и Эдягу-Чайдах проходит административная граница Амурской области с Хабаровским краем.

## Основные притоки
(расстояние от устья)
- 80 км: река Кононный (лв)
- 106 км: река Чеборкан (лв)
- 142 км: река Лимну (лв)
- 196 км: река Салга (лв)
- 257 км: река Эдягу-Чайдах (пр)
- 315 км: река Большой Чайдах (пр)
- 363 км: река Аюмкан (пр)
- 363 км: река Кун-Маньё (лв)

## В литературе
А вот и река Мая. Глубокой щелью она прорезала горы. Высокие гольцы склонили над ней свои вершины. Каким-то чудом над ущельем удерживаются каменные громады скал. Кажется, дотронься до них, и всей тяжестью своей сорвутся они в бездну. 

Тесно Мае в крутых берегах. В бешеной злобе силится она раздвинуть выступы скал, разметать стремительным потоком каменистые перекаты, срезать кривуны. Но пока что река не разработала себе сколько-нибудь спокойного русла. Почти треть своего пути Мая течёт в тисках высоких гор.

— Хочу проинспектировать работы на Алданском нагорье, побывать у наблюдателей, у нивелировщиков. Что у вас за нелады с Маей?
— Не можем организовать обследования. Надо же было какому-то чудаку дать бешеной речке такое милое название — Мая! Никто из проводников не хочет вести по ней подразделение, все убеждены, что летом по ней не пройти на оленях, а обходные тропы идут очень далеко от реки.

От устья Кунь-Маньё Мая срезает левобережный отрог, и у переката впервые зарождается её непримиримый рокот. Я поднимаюсь на утёс. Впереди, куда стремительно несётся река, сомкнулись береговые отроги. Долина выклинилась, и Мая, с гулом врываясь в скальные ворота, прикрытые сторожевым туманом, уходит в глубину земли.
Я долго прислушиваюсь к этому предупреждающему гулу.